# Football League Trophy 2010/11
De Football League Trophy 2010–11, bekend als de Johnstone's Paint Trophy 2010–11 door sponsorredenen, was de 27ste editie van de Football League Trophy, een knock-outtoernooi voor Engelse clubs in League One en Two.

## Eerste ronde
De eerste ronde werd gehouden in de week van 30 september 2010. Zestien teams hadden een Bye naar de tweede ronde . De Loting vond plaats op 14 augustus 2010 in een voetbalshow Soccer AM..

### Noord Sectie
| #                                                                           | Thuis               | Uitslag    | Bezoekers          | Toeschouwers |
| Noord-West                                                                  | Noord-West          | Noord-West | Noord-West         | Noord-West   |
| --------------------------------------------------------------------------- | ------------------- | ---------- | ------------------ | ------------ |
| 1                                                                           | Macclesfield Town   | 1–0        | Morecambe          | 720          |
| 2                                                                           | Oldham Athletic     | 0–1        | Shrewsbury Town    | 2.703        |
| 3                                                                           | Port Vale           | 2–1        | Rochdale           | 2,442        |
| 4                                                                           | Tranmere Rovers     | 1–1        | Accrington Stanley | 2.020        |
| Accrington Stanley wint met 5-3 na strafschoppen maar trok zich later terug |                     |            |                    |              |
| Noord-Oost                                                                  |                     |            |                    |              |
| 5                                                                           | Hartlepool United   | 4–0        | Northampton Town   | 1.359        |
| 6                                                                           | Rotherham United    | 1–0        | Lincoln City       | 1.677        |
| 7                                                                           | Sheffield Wednesday | 2–1        | Notts County       | 10.551       |
| 8                                                                           | Walsall             | 1–2        | Chesterfield       | 1.793        |

### Zuid-Sectie
| #                                             | Thuis                  | Uitslag   | Bezoekers            | Toeschouwers |
| Zuid-West                                     | Zuid-West              | Zuid-West | Zuid-West            | Zuid-West    |
| --------------------------------------------- | ---------------------- | --------- | -------------------- | ------------ |
| 1                                             | Aldershot Town         | 2–0       | Oxford United        | 1.607        |
| 2                                             | Bournemouth            | 0–0       | Torquay United       | 3.140        |
| Torquay United wint met 3-0 na strafschoppen  |                        |           |                      |              |
| 3                                             | Southampton            | 0–3       | Swindon Town         | 8.333        |
| 4                                             | Yeovil Town            | 1–3       | Exeter City          | 2,954        |
| Zuid-Oost                                     |                        |           |                      |              |
| 5                                             | Brighton & Hove Albion | 0–2       | Leyton Orient        | 3.124        |
| 6                                             | Charlton Athletic      | 1–0       | Dagenham & Redbridge | 4.630        |
| 7                                             | Southend United        | 0–0       | Gillingham           | 3.073        |
| Southend United wint met 4-2 na strafschoppen |                        |           |                      |              |
| 8                                             | Stevenage              | 0–1       | Brentford            | 1.916        |

Byes
Noord

Bradford City, Burton Albion, Bury, Carlisle United, Crewe Alexandra, Huddersfield Town, Peterborough United, Stockport County.
Zuid

Barnet, Bristol Rovers, Cheltenham Town, Colchester United, Hereford United, Milton Keynes Dons, Plymouth Argyle, Wycombe Wanderers.

## Tweede ronde
De tweede ronde werd gespeeld in de week van 4 oktober 2010 . De loting werd gehouden op 6 september 2008.

### Noord Sectie
| #                                                 | Thuis               | Uitslag   | Bezoekers           | Toeschouwers |
| Noordwest                                         | Noordwest           | Noordwest | Noordwest           | Noordwest    |
| ------------------------------------------------- | ------------------- | --------- | ------------------- | ------------ |
| 1                                                 | Tranmere Rovers     | 0-0       | Stockport County    | 2.223        |
| Tranmere Rovers wint met 4-3 na strafschoppen     |                     |           |                     |              |
| 2                                                 | Macclesfield Town   | 2–4       | Crewe Alexandra     | 1.103        |
| 3                                                 | Bury                | 0–0       | Shrewsbury Town     | 1.944        |
| Bury wint met 6-5 na strafschoppen                |                     |           |                     |              |
| 4                                                 | Carlisle United     | 2–2       | Port Vale           | 2,273        |
| Carlisle United wint met 4-3 na strafschoppen     |                     |           |                     |              |
| Noordoost                                         |                     |           |                     |              |
| 5                                                 | Burton Albion       | 1–2       | Rotherham United    | 1.360        |
| 6                                                 | Hartlepool United   | 1–0       | Bradford City       | 1.728        |
| 7                                                 | Sheffield Wednesday | 2–2       | Chesterfield        | 15.003       |
| Sheffield Wednesday wint met 8-7 na strafschoppen |                     |           |                     |              |
| 8                                                 | Huddersfield Town   | 3–2       | Peterborough United | 2.904        |

### Zuid Sectie
| #                                       | Thuis              | Uitslag    | Bezoekers         | Toeschouwers |
| South-West                              | South-West         | South-West | South-West        | South-West   |
| --------------------------------------- | ------------------ | ---------- | ----------------- | ------------ |
| 1                                       | Bristol Rovers     | 1–0        | Aldershot Town    | 4.050        |
| 2                                       | Swindon Town       | 2–0        | Torquay United    | 3.625        |
| 3                                       | Cheltenham Town    | 0–2        | Plymouth Argyle   | 1.597        |
| 4                                       | Hereford United    | 0–3        | Exeter City       | 1,286        |
| Zuid-Oost                               |                    |            |                   |              |
| 5                                       | Colchester United  | 0–2        | Wycombe Wanderers | 2.379        |
| 6                                       | Leyton Orient      | 0–0        | Brentford         | 1.152        |
| Brentford wint met 5-4 na strafschoppen |                    |            |                   |              |
| 7                                       | Milton Keynes Dons | 1–2        | Charlton Athletic | 3.773        |
| 8                                       | Barnet             | 1–3        | Southend United   | 1.356        |

## Kwartfinale (Regio)
De kwartfinale (Regio) werd gespeeld in het week van 8 november 2010. De loting werd gehouden op 9 oktober 2010.

### Noord Sectie
| # | Thuis               | Uitslag | Bezoekers         | Toeschouwers |
| - | ------------------- | ------- | ----------------- | ------------ |
| 1 | Carlisle United     | 3–1     | Crewe Alexandra   | 2,142        |
| 2 | Rotherham United    | 2–5     | Huddersfield Town | 2,185        |
| 3 | Bury                | 0–1     | Tranmere Rovers   | 1.961        |
| 4 | Sheffield Wednesday | 4–1     | Hartlepool United | 10.909       |

### Zuid Sectie
| #                                       | Thuis             | Uitslag | Bezoekers         | Toeschouwers |
| --------------------------------------- | ----------------- | ------- | ----------------- | ------------ |
| 1                                       | Swindon Town      | 1–1     | Brentford         | 3.469        |
| Brentford wint met 4-2 na strafschoppen |                   |         |                   |              |
| 2                                       | Plymouth Argyle   | 1–2     | Exeter City       | 9.431        |
| 3                                       | Southend United   | 0–1     | Charlton Athletic | 4.373        |
| 4                                       | Wycombe Wanderers | 3–6     | Bristol Rovers    | 1.591        |

## Regionale Halve finale
De regionale Halve finale werd gespeeld in de week van 29 november 2010. De loting werd gehouden op 14 november 2010. .

### Noord sectie
| # | Thuis           | Uitslag | Bezoekers           | Toeschouwers |
| - | --------------- | ------- | ------------------- | ------------ |
| 1 | Tranmere Rovers | 0–2     | Huddersfield Town   | 2.598        |
| 2 | Carlisle United | 3–1     | Sheffield Wednesday | 3.149        |

### Zuid-Sectie
| #                                         | Thuis          | Uitslag | Bezoekers         | Toeschouwers |
| ----------------------------------------- | -------------- | ------- | ----------------- | ------------ |
| 1                                         | Brentford      | 0–0     | Charlton Athletic | 2.783        |
| Brentford wint met 3-1 na strafschoppen   |                |         |                   |              |
| 2                                         | Bristol Rovers | 2–2     | Exeter City       | 3.881        |
| Exeter City wint met 5-4 na strafschoppen |                |         |                   |              |

## Regio finale
De regio finale (die dient als de halve finale voor het hele toernooi) werd gespeeld over twee wedstrijden, thuis en uit. Het heenduel werd gespeeld in de week van 17 januari 2011.; De return werd gespeeld op 8 februari 2011

### Noord-Sectie
|                           |                                                |         |                   |                                                    |
| 18 januari 2011 19:45 GMT | Carlisle United                                | 4 – 0   | Huddersfield Town | Toeschouwers: 3.706 Scheidsrechter: Eddie Ilderton |
| 18 januari 2011 19:45 GMT | Marshall 19' Taiwo 23' Murphy 62' Michalík 65' | Verslag |                   | Toeschouwers: 3.706 Scheidsrechter: Eddie Ilderton |
| 18 januari 2011 19:45 GMT |                                                |         |                   | Toeschouwers: 3.706 Scheidsrechter: Eddie Ilderton |
| 18 januari 2011 19:45 GMT |                                                |         |                   | Toeschouwers: 3.706 Scheidsrechter: Eddie Ilderton |
|                           |                                                |         |                   |                                                    |

|                           |                             |     |                 |                                                  |
| 8 februari 2011 19:45 GMT | Huddersfield Town           | 3-0 | Carlisle United | Toeschouwers: 6.528 Scheidsrechter: Steve Tanner |
| 8 februari 2011 19:45 GMT | Pilkington 30' Lee 70', 81' |     |                 | Toeschouwers: 6.528 Scheidsrechter: Steve Tanner |
| 8 februari 2011 19:45 GMT |                             |     |                 | Toeschouwers: 6.528 Scheidsrechter: Steve Tanner |
| 8 februari 2011 19:45 GMT |                             |     |                 | Toeschouwers: 6.528 Scheidsrechter: Steve Tanner |
|                           |                             |     |                 |                                                  |

Carlisle United wint met 4-3 over twee wedstrijden

### Zuid-Sectie
|                           |               |         |             |                                                  |
| 17 januari 2011 19:45 GMT | Brentford     | 1 – 1   | Exeter City | Toeschouwers: 3.093 Scheidsrechter: Mark Haywood |
| 17 januari 2011 19:45 GMT | Alexander 64' | Verslag | Cureton 39' | Toeschouwers: 3.093 Scheidsrechter: Mark Haywood |
| 17 januari 2011 19:45 GMT |               |         |             | Toeschouwers: 3.093 Scheidsrechter: Mark Haywood |
| 17 januari 2011 19:45 GMT |               |         |             | Toeschouwers: 3.093 Scheidsrechter: Mark Haywood |
|                           |               |         |             |                                                  |

|                           |                 |         |                            |                              |
| 7 februari 2011 19:45 GMT | Exeter City     | 1-2     | Brentford                  | Scheidsrechter: Kevin Wright |
| 7 februari 2011 19:45 GMT | Nardiello 90+5' | Verslag | Saunders 20' Alexander 26' | Scheidsrechter: Kevin Wright |
| 7 februari 2011 19:45 GMT |                 |         |                            | Scheidsrechter: Kevin Wright |
| 7 februari 2011 19:45 GMT |                 |         |                            | Scheidsrechter: Kevin Wright |
|                           |                 |         |                            |                              |

Brentford wint met 3-2 over twee wedstrijden

## Finale
De finale wordt gespeeld in het Wembley Stadium.
|                        |           |         |                  |                                                                        |
| 3 april 2011 13:30 GMT | Brentford | 0 - 1   | Carlisle United  | Wembley Stadium, Londen Toeschouwers: 40.476 Scheidsrechter: Salisbury |
| 3 april 2011 13:30 GMT |           | Verslag | Peter Murphy 12' | Wembley Stadium, Londen Toeschouwers: 40.476 Scheidsrechter: Salisbury |